# Îlot Alagado
L'îlot Alagado (en portugais : Ilhéu Alagado) ou îlot de Alvaro Rodrigues (Ilhéu de Alvardo Rodrigues) est un îlot situé dans la municipalité de Santa Cruz das Flores, aux Açores, au Portugal.